# Giovanni Battista Scalabrini
Giovanni Battista Scalabrini (Fino Mornasco, 8 luglio 1839 – Piacenza, 1º giugno 1905) è stato un vescovo cattolico italiano, fondatore delle congregazioni dei missionari e delle suore di san Carlo Borromeo (scalabriniani). È stato proclamato beato da papa Giovanni Paolo II il 9 novembre 1997 e canonizzato da papa Francesco il 9 ottobre 2022.

## Biografia
Nacque a Fino Mornasco l'8 luglio 1839 da Luigi Scalabrini, vinattiere, e Colomba Trombetta, terzo di otto figli, e fu battezzato lo stesso giorno.
Frequentò la locale scuola elementare e l'imperiale regio ginnasio liceale, prima di entrare nel seminario minore nel 1857, passando due anni dopo al seminario maggiore.

### Ministero sacerdotale
Ricevette l'ordinazione diaconale il 20 settembre 1862, e quella sacerdotale il 30 maggio 1863 per l'imposizione delle mani del vescovo Giuseppe Marzorati. Insegnò nel seminario minore di Como già dall'ordinazione sacerdotale, e fu poi rettore dello stesso dal 1867 fino al 1870. È in questo periodo che conosce Geremia Bonomelli, futuro vescovo della Diocesi di Cremona e con il quale avrà un copioso carteggio, e del quale diverrà grande amico, entrambi impegnati sui temi sociali, in particolar modo sul tema dell'emigrazione italiana. Scalabrini affida a Bonomelli un corso di esercizi spirituali nel 1868. 
Il 12 maggio 1870 viene nominato parroco della parrocchia di san Bartolomeo a Como dove fonderà un asilo nel 1874. 
Fu un attento studioso della catechesi cattolica, che proprio nella seconda metà del XIX secolo cercava di adattare i testi storici alla mentalità contemporanea. Quando era ancora parroco, elaborò e fece pubblicare Il catechismo cattolico e il Piccolo catechismo per gli asili d'infanzia (1875).
Nel 1872 terrà undici conferenze nella cattedrale di Como sul Concilio Vaticano I che saranno pubblicate in diverse edizioni e tradotte in tedesco e francese.
Divenne noto anche per la difesa di Papa Pio IX per una serie di conferenze poi pubblicate nel 1874 con il titolo "Le glorie del Papa nel Concilio Vaticano"; questo volume sarà segnalato al Papa da san Giovanni Bosco, che nel dicembre del 1875 lo elesse vescovo della diocesi di Piacenza.

### Ministero episcopale
"Segnalato a Pio IX, di s.m., da san Giovanni Bosco per lo zelo pastorale e per il devoto attaccamento alla Sede apostolica, dimostrato nelle Conferenze sul Concilio Vaticano, pubblicate nel 1873, fu eletto Vescovo di Piacenza all'età di 36 anni e consacrato a Roma il 30 gennaio 1876.
Papa Pio IX lo elesse vescovo di Piacenza il 13 dicembre 1875. Fu consacrato il 30 gennaio 1876, per l'imposizione delle mani del cardinale Alessandro Franchi, prefetto della congregazione di Propaganda Fide. Il successivo 13 febbraio prese possesso della diocesi.
Il 5 luglio 1876 fondò la prima rivista italiana di catechesi, Il catechista cattolico. Nello stesso anno, il 4 novembre, indisse la prima visita pastorale. Nel 1878 promosse la riapertura del seminario lombardo di Roma; nel 1879 indisse il primo sinodo diocesano; nello stesso anno fondò a Piacenza l'Istituto per le sordomute, e nel 1880 il giornale diocesano La verità. Fu anche tra i promotori della rivista teologica Divus Thomas. Nel 1881 inaugura l'Opera dei Congressi e promulga il nuovo catechismo diocesano. S'interessa anche al canto liturgico e, per riformarlo, nel 1884 istituisce la Commissione di Santa Cecilia.
In quegli anni è molto viva la tensione relativa alla Questione romana, e Scalabrini sarà uno dei sostenitori della conciliazione tra le due parti in causa. In accordo con papa Leone XIII, scrive un opuscolo anonimo dal titolo Intransigenti e transigenti. Considerazioni di un vescovo italiano. Il libro fu fortemente osteggiato da ampi settori della Chiesa, e il Papa seguitò nella linea di ferma opposizione al Regno d'Italia, mantenendo il non expedit e impedendo dunque la partecipazione dei cattolici italiani alle elezioni e, in generale, alla vita politica dello Stato.
L'origine della sua attenzione ai fenomeni migratòri è così raccontata dallo stesso Scalabrini: In Milano, parecchi anni or sono, fui spettatore di una scena che mi lasciò nell'animo un'impressione di tristezza profonda. Di passaggio alla stazione vidi la vasta sala, i portici laterali e la piazza adiacente invasi da tre o quattro centinaia di individui poveramente vestiti, divisi in gruppi diversi. Sulle loro facce abbronzate dal sole, solcate dalle rughe precoci che suole imprimervi la privazione, traspariva il tumulto degli affetti che agitavano in quel momento il loro cuore. Erano vecchi curvati dall'età e dalle fatiche, uomini nel fiore della virilità, donne che si traevano dietro o portavano in collo i loro bambini, fanciulli e giovanette tutti affratellati da un solo pensiero, tutti indirizzati ad una meta comune. Erano emigranti''
Lo Scalabrini si rende conto dei grandi interessi economici che stanno dietro le migrazioni di grandi masse di popolo, e non esita a definire mercanti di carne umana coloro che speculano su quella disperazione.
La considerazione che anche la sua diocesi si sta spopolando a causa delle migrazioni gli fa istituire, il 9 luglio 1887, un comitato per la protezione dei migranti, che prenderà il nome di "Società San Raffaele". Nel corso degli anni si recherà in molte città a tenere conferenze sulla situazione degli italiani in America, e istituirà dei comitati locali della "San Raffaele" per la protezione degli emigrati a Roma, Genova, Firenze, Torino e Milano.
La sua attenzione alla catechesi farà nascere a Piacenza un gruppo di studiosi di metodologia catechistica e didattica, e ciò porterà alla scelta di quella città come sede del primo congresso catechistico italiano, il 24 settembre 1889.
Nel 1887 lo Scalabrini fondò la Congregazione dei missionari di san Carlo Borromeo, conosciuti come scalabriniani, per la cura degli emigrati italiani, nella quale riuscì a coinvolgere anche le apostole del Sacro Cuore di Gesù, fondate dalla forlivese Clelia Merloni. Grazie alla sua iniziativa nacque poi, nel 1891, a New York l'Italian St. Raphael Society, la prima e principale organizzazione cattolica per gli immigrati italiani negli Stati Uniti. L'organizzazione restò operante fino al 1923, svolgendo un ruolo fondamentale di accoglienza e tutela sotto la guida dei padri Pietro Bandini, Giacomo Gambera, Gaspare Moretto e Riccardo Secchia.
L'impegno di Giovanni Battista Scalabrini a favore degli emigranti divenne famoso, già a quel tempo, anche al di fuori del Regno d'Italia. Ne è dimostrazione il fatto che anche in Trentino (regione ancora soggetta all'Austria) don Lorenzo Guetti, il padre fondatore della cooperazione trentina, cercò di fondare un'associazione trentina di patronato sul modello di quella scalabriniana, mettendosi direttamente in contatto epistolare con il vescovo di Piacenza.
Il 19 marzo 1889 consegna il crocifisso a madre Francesca Saverio Cabrini, che, con le sue Missionarie del Sacro Cuore di Gesù, si reca negli Stati Uniti ad assistere gli emigrati italiani. Nel 1892 erige l'Opera di Sant'Opilio per i chierici poveri, e nel 1894 apre sottoscrizioni per i restauri del Duomo di Piacenza.
Il 25 ottobre 1895, dopo il ramo maschile, fonda la congregazione delle Suore missionarie di San Carlo Borromeo per l'assistenza agli emigrati; cinque anni dopo, nel 1900, accoglie in diocesi e approva le costituzioni delle suore Apostole del Sacro Cuore di Gesù, fondate da Clelia Merloni, e dà loro l'incarico di affiancare i missionari scalabriniani nell'assistenza ai migranti.
Come vescovo sente la necessità di restare unito ai suoi missionari: il 18 luglio 1901 partì da Genova per quella che fu la sua prima visita pastorale oltreoceano agli emigrati italiani negli Stati Uniti d'America. Durante il suo viaggio in America per sensibilizzare l'opinione pubblica alla causa degli immigrati italiani, fu colto di sorpresa dalla notizia dell'assassinio del presidente McKinley. Ben consapevole del potere che già all'epoca aveva la stampa, Scalabrini annullò ogni cerimonia celebrativa in tutte le comunità cattoliche italiane, e invitò la comunità italiana a non unirsi a chi predicava il rifiuto dell'autorità. Desiderava in questo modo contrastare l'immagine di popolo violento che veniva attribuita agli italiani, presentandoli invece come pacifici e patriottici, uniti nel dolore degli statunitensi. Il 10 ottobre venne ricevuto dal presidente statunitense Theodore Roosevelt.
Nel 1902 appoggia la pubblicazione del settimanale Il lavoro, e nel 1903, cosciente della terribile situazione delle mondine, fonda a Piacenza l'opera "Pro Mondariso".

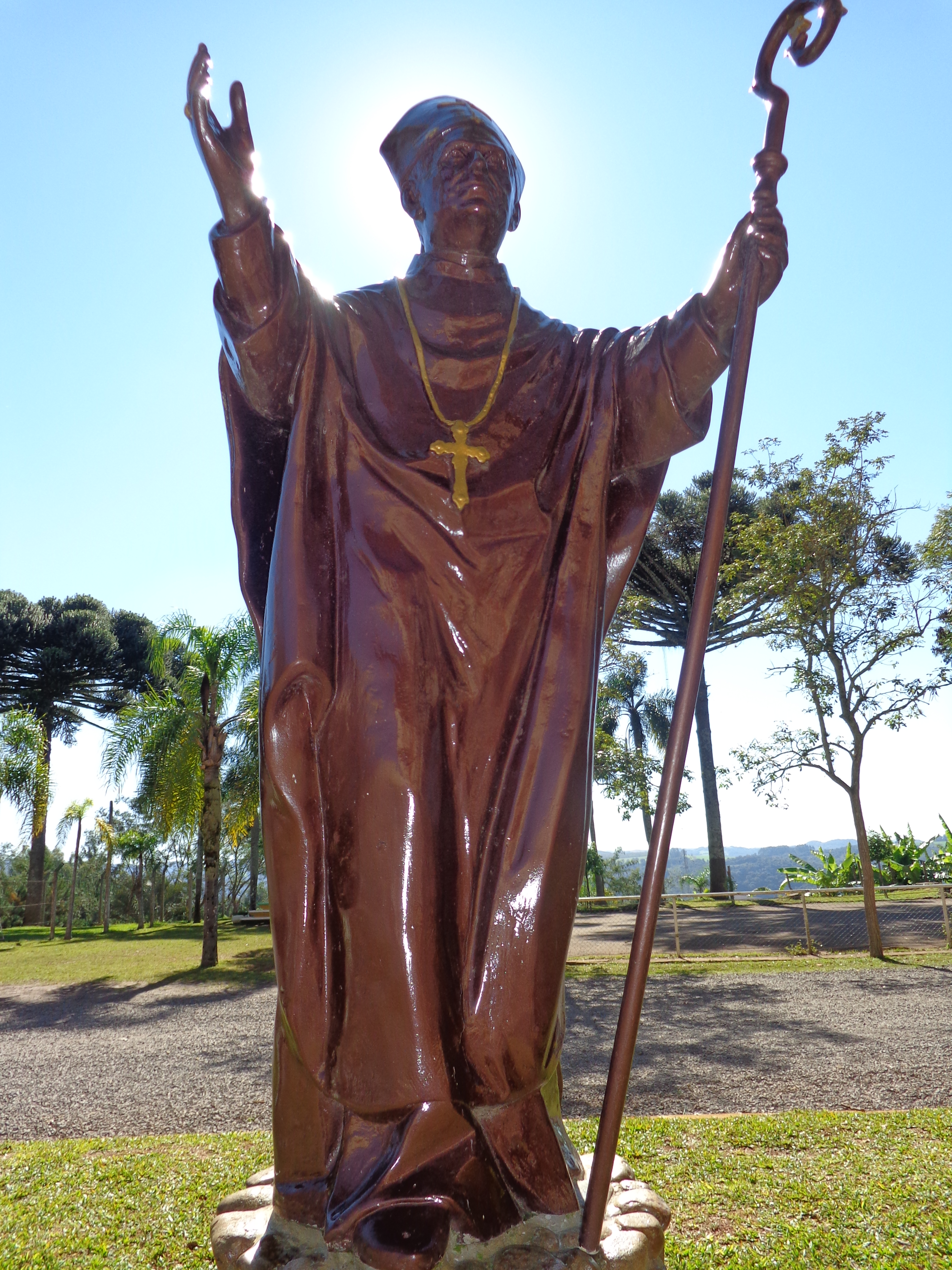
Statua di san Giovanni Battista Scalabrini a Guaporé (Brasile)

Il 13 giugno 1904 parte per la seconda visita pastorale nelle Americhe, visitando i missionari e le comunità italiane del Brasile.
Nel 1905, a pochi mesi dalla morte, propone alla Santa Sede la costituzione di una commissione centrale per tutti gli emigrati cattolici, che può esser considerata un precorrimento dell'attuale Pontificio consiglio della pastorale per i migranti e gli itineranti.
Durante il suo episcopato compì cinque visite pastorali, in tutte le 365 parrocchie della diocesi, indisse tre sinodi diocesani, scrisse settantadue lettere pastorali e consacrò duecento chiese.
Morì il 1º giugno 1905, solennità dell'Ascensione, a Piacenza.
Il 13 aprile 2013, l'urna contenente le sue spoglie è stata profanata, essendo stati asportati un anello, un calice, una corona d’oro e una croce pettorale. Il 2 maggio seguente il vescovo Gianni Ambrosio ha presieduto una veglia riparatrice; il 1º giugno successivo lo stesso vescovo ha celebrato la santa Messa in occasione del ricollocamento dell'urna nella cattedrale di Piacenza.

## Processo canonico
Il 5 maggio 1936 viene aperto il processo diocesano per la beatificazione e la canonizzazione da parte del vescovo Ersilio Menzani, il 6 marzo 1940 il processo passa alla Congregazione dei riti, il 30 marzo 1940 si apre il processo apostolico e allo Scalabrini viene attribuito il titolo di Servo di Dio. Dopo la ratifica del decreto di introduzione della causa di beatificazione, avvenuta l'11 maggio 1982 da parte di papa Giovanni Paolo II, il 25 novembre 1986 la Causa passa alla Congregazione delle cause dei santi. Il 17 febbraio 1987 inizia il vaglio della Congregazione Ordinaria dei Padri Cardinali e Vescovi, e il 16 marzo 1987, col riconoscimento delle "virtù eroiche", lo Scalabrini viene dichiarato Venerabile.
Dal 23 dicembre 1994 al 5 giugno 1995 si tiene il processo diocesano sulla guarigione, avvenuta nel 1987, di suor Paolina De Angeli, missionaria di San Carlo Borromeo, affetta da adenocarcinoma ovarico destro in stato avanzato. Il 5 dicembre 1996 la Consulta Medica dichiara all'unanimità che la guarigione è scientificamente inspiegabile, il 21 marzo 1997 la Consulta dei teologi attribuisce all'unanimità il miracolo all'intercessione dello Scalabrini, il 3 giugno 1997 la Congregazione dei Cardinali conferma all'unanimità i giudizi delle consulte. Il 7 luglio 1997 Giovanni Paolo II firma il decreto con cui riconosce il miracolo. Il 9 novembre 1997 il papa dichiara il venerabile Scalabrini beato, con una solenne celebrazione in piazza San Pietro concelebrata da Luciano Monari, successore dello Scalabrini a Piacenza. Durante la stessa sono stati proclamati beati anche Vilmos Apor (vescovo e martire) e Maria Vincenza di Santa Dorotea (religiosa fondatrice della congregazione delle serve della Santissima Trinità e dei poveri).
Il 22 maggio 2022 papa Francesco annuncia un concistoro, nel quale sarebbe stata decisa la canonizzazione del beato senza la necessità di un secondo miracolo. Il 27 agosto dello stesso anno papa Francesco, nel corso del concistoro, annuncia la data della canonizzazione del beato Giovanni Battista Scalabrini, che viene celebrata in piazza San Pietro il 9 ottobre 2022, unitamente a quella del beato Artemide Zatti.

## Genealogia episcopale e successione apostolica
La genealogia episcopale è:
- Cardinale Scipione Rebiba
- Cardinale Giulio Antonio Santori
- Cardinale Girolamo Bernerio, O.P.
- Arcivescovo Galeazzo Sanvitale
- Cardinale Ludovico Ludovisi
- Cardinale Luigi Caetani
- Cardinale Ulderico Carpegna

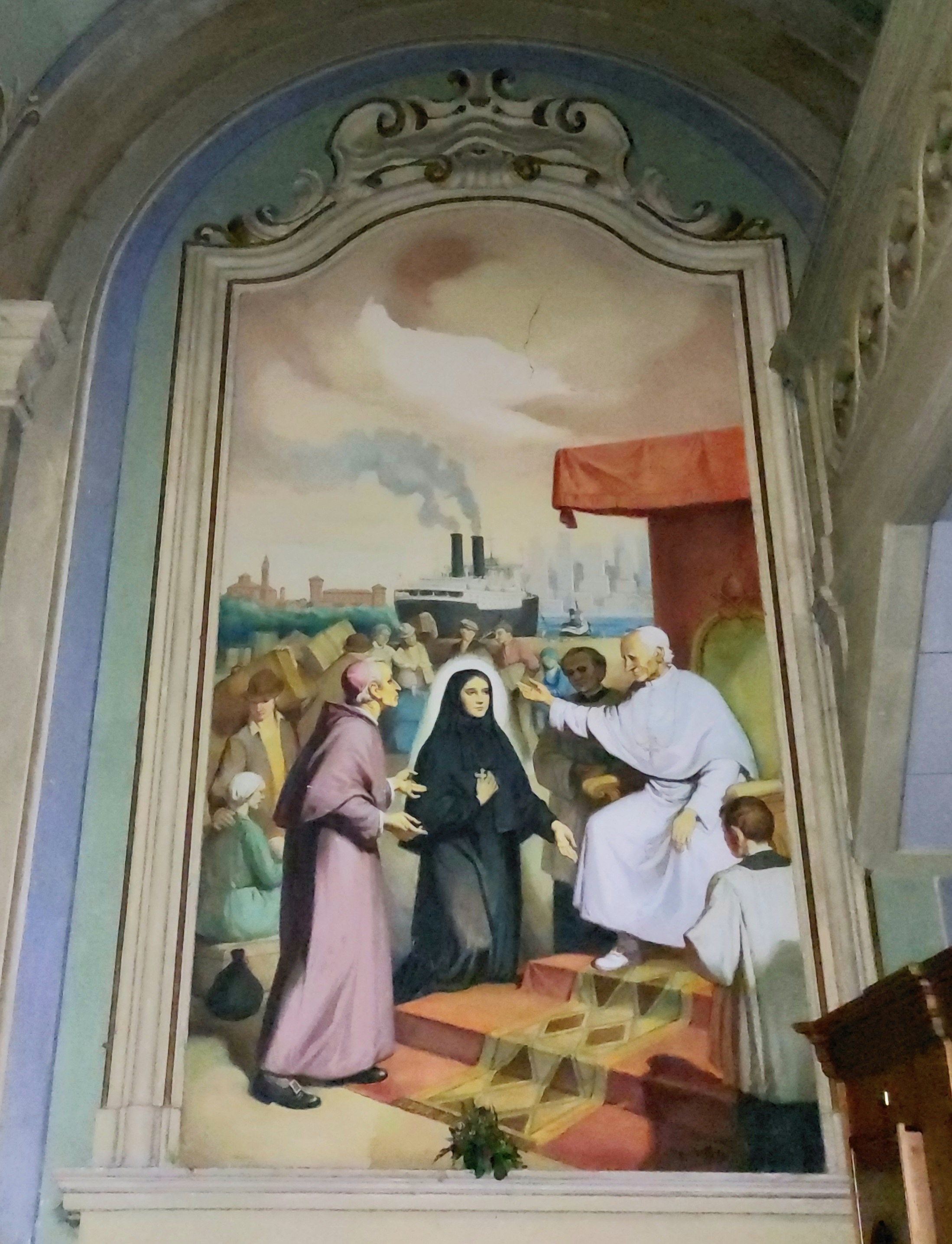
Mons. Scalabrini presenta suor Francesca Saverio Cabrini a papa Leone XIII per ricevere l'incarico di missionaria negli Stati Uniti. Opera di Luigi Arzuffi, chiesa di Caselle Landi.

- Cardinale Paluzzo Paluzzi Altieri degli Albertoni
- Papa Benedetto XIII
- Papa Benedetto XIV
- Cardinale Enrico Enriquez
- Arcivescovo Manuel Quintano Bonifaz
- Cardinale Buenaventura Córdoba Espinosa de la Cerda
- Cardinale Giuseppe Maria Doria Pamphilj
- Papa Pio VIII
- Papa Pio IX
- Cardinale Alessandro Franchi
- Vescovo Giovanni Battista Scalabrini

La successione apostolica è:
- Vescovo Angelo Antonio Fiorini, O.F.M.Cap. (1899)
- Arcivescovo Natale Bruni (1900)